# المدحا

تعديل مصدري - تعديل

المدحا هي إحدى قرى عزلة القارة بمديرية رصد التابعة لمحافظة أبين، بلغ تعداد سكانها 128 نسمة حسب تعداد اليمن لعام 2004.